# 3468 Urgenta
A 3468 Urgenta (ideiglenes jelöléssel 1975 AM) a Naprendszer kisbolygóövében található aszteroida. Paul Wild fedezte fel 1975. január 7-én.